# Флаг Новоалександровска
Флаг города Новоалександровска — один из официальных символов упразднённого городского поселения город Новоалександровск Ставропольского края России.
Утверждён решением Думы города Новоалександровска от 6 августа 2002 года № 64. В соответствии с этим решением 10 сентября 2002 года также утверждено Положение «О Флаге города Новоалександровска».

## Описание и обоснование символики
Флаг города Новоалександровска представляет собой прямоугольное полотнище: в червлёном поле флага в почётном месте изображена золотая пятилучевая звезда, сопровождаемая скрещёнными в фокусе золотым колосом и серебряной шашкой. Отношение ширины флага к его длине 2:3.— Решение Думы города Новоалександровска  от 10 сентября 2002 г. № 71
Флаг города Новоалександровска — «гласный» или «говорящий», поскольку композиция флага отражает название города. Имя Александр — составное, происходит от двух греческих слов «Алекс» — защитник, «Андрос» — муж, мужчина, мужественный, что означает: «мужчина — защитник» или «мужественный защитник». Поэтому полотнище флага — красного цвета, символа богов-воинов. Этот цвет обозначает мужество, достоинство, силу, неустрашимость, упорство, веру, великодушие, отвагу. Кроме того, красный цвет — символ власти.
Пятилучевая звезда является древнейшим символом защиты. В христианстве соответствует пяти ранам Иисуса Христа. Пятилучевая звезда изображена на щите Александра Македонского и щитах его воинов. С античных времён и до настоящего времени, с целью защиты, звезда изображается на кораблях и жилых домах. Жёлтый цвет звезды — символ мужского начала, просвещения, неподверженности порче, мудрости, чести, света, гармонии и истины.
Под звездой изображены пшеничный колос и казачья шашка. Особое значение имеет то, что колос изображён сверху шашки. Это означает, что хлеб — первичен. «К друзьям с хлебом, к врагам с шашкой!». Шашка — символ казачьего прошлого Новоалександровска, основанного как казачья станица. Одновременно колос и шашка символизируют легендарное боевое прошлое и современное настоящее города, который окружён хлебными полями и является центром сельскохозяйственного района. Белый цвет шашки — символ чистоты, целомудрия, женского начала, красноречия, цвет казачьего прибора.

## История
Проект флага города Новоалександровска был разработан в 2002 году членом геральдической комиссии при губернаторе Ставропольского края, художником-геральдистом И. Л. Проститовым на основе исполненного им герба, и утверждён 6 августа 2002 года Думой города Новоалександровска в качестве одного из официальных символов муниципального образования. 10 сентября 2002 года городской Думой было принято положение о флаге Новоалександровска.
21 сентября 2002 года, на основании решения городской Думы от 6 августа 2002 года и в связи с празднованием Дня города, состоялся торжественный ритуал официального приёма символики города Новоалександровска.

В присутствии большого количества горожан эталонные образцы символики были представлены для всеобщего обозрения. Глава города А. Л. Лобызев, активно участвовавший в разработке герба и флага, разъяснил землякам их смысловое содержание и порядок использования. Местным священником они были освящены и пронесены по городу, после чего флаг был водружён над зданием администрации, а герб вывешен на главном фасаде.— Н. А. Охонько «Символы малой родины»
25 сентября 2002 года общественно-политическая газета Новоалександровского района «Знамя труда» опубликовала описание и обоснование символики нового флага.
Несмотря на соответствие утверждённого 6 августа 2002 года флага города Новоалександровска необходимым требованиям и правилам, Геральдический совет при Президенте РФ отказал в его регистрации по причине сходства с государственным флагом Вьетнама. С учётом замечаний, изложенных в заключении Геральдического совета, И. Л. Проститов доработал символику Новоалександровска, заменив звезду на пентаграмму.
1 мая 2017 года городское поселение город Новоалександровск было упразднено при преобразовании Новоалександровского района в городской округ.